# Nils Ahlstrand
Nils Ahlstrand, född 18 maj 1785 i Björkö, Småland, död den 1 maj 1874 i Norra Solberga, var en svensk organist, klockare och amatörorgelbyggare.

## Biografi
Nils Ahlstrand föddes 18 maj 1785 i Björkö i Småland och var son till Johannes Isaksson och Lena Catharina Andersdotter.Han var mellan 1808 och 1810 bosatt i Norra Sandsjö. Där var han lärling hos organisten och klockare Jonas Petter Ahlstedt (1777–1830). Han avlade organistexamen i Linköping 1811 och var från 1812 klockare och från 1817 till sin död organist i Norra Solberga kyrka. Han lärde sig orgelbyggeri på egen hand men avlade aldrig examen. Med hänsyn till den stora efterfrågan på orgelbyggare som rådde under 1800-talet fick han tillstånd av domkapitlet att verka som orgelbyggare i Linköpings stift 1823-1856; dock byggde han några verk även i västra Sverige. 
Ahlstrand avled 1 maj 1874 i Norra Solberga och begravdes 10 maj samma år. På gravstenen står numren för två kyrkovisor i Wallins psalmbok: W.sv.ps. 147, Så högt har Gud, oss till stor fröjd, den fallna världen älskat, och W.sv.ps. 215, Jesus allt mitt goda är; för mig har han sig utgivit.
Ahlstrand hade en son, Johan Ferdinand Ahlstrand (1822–1889), som lärde sig orgelbyggeri av fadern och examinerades 1853. Sonen byggde ett 15-tal orglar, varav flera 2-manualiga, till kyrkor i Göteborgs och Skara stift. Av dessa återstår i dag endast några få fasader.

### Familj
Ahlstrand gifte sig 14 juni 1814 i Björkö med Maria Christina Björklund (1794–1872). Hon var dotter till klockaren Jöns Björklund och Lisa Christina Johansdotter. De fick tillsammans barnen Carl Gustav (1815-1816), Fredrik August (1817–1820), Johan Ferdinand (1822–1889), Gustava (född 1824), Maria (född 1828), Kristina Amalia (född 1830), Josefina Wilhelmina (född 1833), Johanna Albertina (född 1836) och Jakob Niklas Elfving (född 1839).

## Orgelkonst
Nils Ahlstrand byggde på egen hand 15 orglar - de flesta i Östergötland och Småland. Av dessa återstår ännu sex, helt eller delvid bevarade. Hans mest kända verk är den skönt klingande orgeln i Norra Solberga kyrka, hemförsamlingen, byggd för gamla kyrkan men 1902 överflyttad till nya.
Karakteristiskt för Ahlstrands orglar är bl.a. den intensiva principalklangen.

## Orglar
| År   | Ursprunglig kyrka              | Stift      | Bild | Manualer | Pedal                 | Stämmor | Bevarad orgel/fasad | Övrigt |
| ---- | ------------------------------ | ---------- | ---- | -------- | --------------------- | ------- | ------------------- | --- |
| 1823 | Järsnäs kyrka                  | Växjö      |      | 1        | Bihängd               | 8 1/2   | Nej/Nej             | Såldes 1906 till Länsmuseet, Jönköping. Den sattes då upp i Bäckaby gamla kyrka, Jönköping. Kyrkan brann ner år 2000.                                                   |
| 1826 | Vetlanda kyrka                 | Växjö      |      |          |                       | 11      | Nej/Nej             | En ny orgel byggdes 1905 av Salomon Molander & Co, Göteborg. |
| 1826 | Bellö kyrka                    | Linköpings |      | 1        | Bihängd               | 10      | Ja/Ja               | 1857 omändrades orgeln av Erik Nordström, Eksjö. 1969 renoverades orgeln av Richard Jacoby orgelverkstad AB, Stockholm.                                                 |
| 1828 | Höreda kyrka                   | Linköpings |      | 1        | Bihängd               | 11      | Ja/Ja               | 1882 omändrades orgeln av Erik Nordström, Eksjö. 1967 renoverades orgeln av J Künkels Orgelverkstad AB, Lund.                                                           |
| 1831 | Adelövs kyrka                  | Linköpings |      |          |                       |         | Nej/Nej             | En ny orgel byggdes 1878 av Carl Elfström, Ljungby. |
| 1834 | Haurida kyrka                  | Linköpings |      |          |                       | 8       | Nej/Ja              | En ny orgel byggdes 1918 av E A Setterquist & Son, Örebro. |
| 1836 | Norra Solberga kyrka           | Linköpings |      | 1        | Självständig (delvis) | 11      | Ja/Ja               | Orgeln flyttades från gamla kyrkan till den nya på västra läktaren 1901 av Erik Nordström, Flisby. Han utökade även fasaden. 1949 flyttades orgeln till norra läktaren. |
| 1839 | Västra Hargs kyrka             | Linköpings |      | 1        | Självständig          | 19      | Ja/Ja               | Ett harmonium byggds på orgeln men borttogs vid renoveringen 1979. Orgeln renoverades 1979 av A Magnussons Orgelbyggeri AB, Göteborg.                                   |
| 1841 | Vallerstads kyrka              | Linköpings |      | 1        | Bihängd               | 11      | Ja/Ja               | |
| 1843 | Istorps kyrka                  | Göteborgs  |      |          |                       | 8       | Nej/Ja              | En ny orgel byggdes 1889 av Salomon Molander & Co, Göteborg. |
| 1845 | Östra Frölunda kyrka           | Göteborgs  |      |          |                       | 3       | Nej/Nej             | En ny orgel byggdes 1902 av Thorsell & Erikson, Göteborg. |
| 1846 | Västra Tollstads kyrka         | Linköpings |      |          |                       | 12      | Nej/Ja              | Orgeln byggdes om 1939 av Bo Wedrup, Uppsala och fick då 19 stämmor. En ny orgel byggdes 1964 av Nordfors & Co, Lidköping.                                              |
| 1849 | Gällstads kyrka                | Göteborgs  |      |          |                       | 10 1/2  | Nej/Ja              | En ny orgel byggdes 1933 av M J & H Lindegrens Orgelbyggeri, Göteborg.                                                                                                  |
| 1854 | Korsberga kyrka, Västergötland | Skara      |      |          |                       | 6       | Nej/Ja              | En ny orgel byggdes 1924 av Olof Hammarberg, Göteborg. |
| 1856 | Dimbo kyrka                    | Skara      |      | 1        |                       |         | Ja/Ja               | Orgeln byggdes om 1912 av C A Härngren, Lidköping. 1981 omdisponerades och renoverades orgeln av Smedmans Orgelbyggeri AB, Lidköping.                                   |

### Omdisponeringar
| År   | Ursprunglig kyrka | Stift      | Manualer | Pedal   | Stämmor | Bevarad orgel/fasad | Övrigt |
| ---- | ----------------- | ---------- | -------- | ------- | ------- | ------------------- | --- |
| 1839 | Askeryds kyrka    | Linköpings | 1        | Bihängd |         | Ja/Ja               | Orgeln var byggd 1760 av Jonas Wistenius, Linköping. Orgeln stod då på västra läktaren. Orgeln omdisponerades 1939 av Ahlstrand. 1933 monterades orgeln ner. Orgeln 1962 renoverades orgeln av Th Frobenius & Co, Lyngby, Danmark. Orgeln sattes då upp i kyrkans norra korsarm. |

## Medarbetare
- 1814–1816 – Gustaf Nystrand (född 1792), var lärling hos Ahlstrand.
- 1816–1817 – Gustaf Månsson (född 1798), var lärling hos Ahlstrand.
- 1816–1817 – Johannes Björklund (född 1802), var lärling hos Ahlstrand.
- 1817–1819 – Isak Magnus Ahlstrand (1789–1875), var lärling hos Ahlstrand. Han var mellan 1819 och 1827 klockare i Höreda församling.[21]
- 1818–1819 – Jonas Lindstrand (född 1796), var lärling hos Ahlstrand.
- 1819–1820 – Peter Magnus Lagerqvist (född 1797), var lärling hos Ahlstrand.
- 1819–1820 – Adolph Magnus Lindqvist (född 1794), var lärling hos Ahlstrand.
- 1823–1826 – Petter Adolph Pettersson (född 1809).
- 1822–1825 – Gustaf Samuelsson Lindholm (född 1807).
- 1824–1825 – Carl Ahlstrand (född 1805).
- 1824–1826 – Anders Ahlstrand (född 1787).
- 1826–1832 – Abraham Kullberg (1784–1837), var gesäll hos Ahlstrand. Han blev 1833 snickargesäll hos snickarmästaren Kristian Löfgren i Vetlanda och stannade där till sin död.[22][23]
- 1827–1828 – Johannes Svensson (född 1805).
- 1828–1829 – Hampus Bernhard Starkenberg (1800–1878), var snickargesäll hos Ahlstrand. Han flyttad till Trehörna där han kom att arbeta som snickare.[24][25]
- 1829–1831 – Johan Fredrik Ullberg (född 1818), var lärling hos Ahlstrand.
- 1831– Johan blom (född 1808), var lärling hos Ahlstrand.